# Spearmint
Spearmint est un groupe d'indie pop fondé à Londres en 1995. Les membres fondateurs étaient Shirley Lee (chant, guitare), Simon Calnan (chant, claviers), Martin Talbot (basse) et Ronan Larvor (batterie).

## Anecdote
Dans le film (500) jours ensemble ((500) Days of Summer), le personnage joué par Joseph Gordon-Levitt dit « ça me désole de vivre dans un monde dans lequel personne ne connaît Spearmint » .

## Discographie

### Albums
- Songs for the Colour Yellow (1998) (Compilation)
- A Week Away (1999)
- Oklahoma (2000)
- A Different Lifetime (2001)
- My Missing Days (2003)
- A Leopard and Other Stories (2004) (Compilation)
- The Boy and the Girl That Got Away (2005)
- Paris in a Bottle (2006)
- News from Nowhere (2014)
- It's Time To Vanish (2016)